# Letopis Osnovne škole „Vuk Karadzić” u Sočanici
Letopis Osnovne škole „Vuk Karadzić” u Sočanici, koji izlazi povodom 80. godišnjice postojanja škole, redak je i značajan dokument za prostore Srbije.

## Značaj Letopisa
Izuzev povelje kralja Milutina, koji Sočanica zajedno sa još 75 naselja, daruje manastiru Banjska i još većeg broja natpisa skromnog značaja, a koji se pretežno odnosi na Minicipium DD (utvrđenje iz Rimskog doba), o Sočanici nema značajnijih pisanih tragova. Koristeći se metodom hronološkog prikazivanja, autori Letopisa su pisali o zaboravljenim događajima i vremenima.
U nastojanju da što dublje prodru u prošlost često su bili suočeni sa posledicama neodgovornog rada i posledicama ratnog razaranja i tragičnog nasleđa, koji se javlja u ratnom i posleratnom periodu.

## Sadržaj Letopisa
Kratki istorijski pregled, koji je uvodni deo Letopisa, nije doneo ništa što se nije znalo, ali je sa sistematizovanim globalnim podacima i istorijskim činjenicama o nedovoljno istraženom područiju pomogao otkrivanju prošlosti.
Daleko važniji i značajniji su podaci u delu koji se odnose na školu i govori o učiteljima i učenicima. Osim podataka o uspehu učenika, iz zapisnika sa sednica razrednih i nastavničkih veća, organa upravljanja u školi, na svetlost dana izlazi slika vremena, društvena — ekonomska i politička situacija u kojoj je škola delovala. U Letopisu su upisani ljudi koji su uticali na stanje u školi i sudbinu vremena koje je tek dolazilo.
Osim o školi i njenom radu, Letopis je sistematizovano svedočanstvo o prosvetnim radnicima i o migracijama kadrova i stanovništva sa ovih prostora u periodu posle šezdesetih godina ovog veka, u vremenu kada je u trideset godina raseljeno nekoliko jakih seoskih sredina i zatvoreno više škola, među kojim je najizrazitiji primer Borčane.
Usresredjujući napor na osvetljavanje vaspitno — obrazovanog rada, autori Letopisa su uspeli u svojoj nameri. Osim toga, prvi su u okrugu, a i znatno šire, uspešno osvetlili osam decenija dug period u radu jedne škole. Predani i puni strpljenja sa izrazitim smislom za važnost, pokazali su veliki dar i talenat i uspeli u nameri da budućim generacijama stvore polazište za dalji sistematičan istraživački rad. Njihov rad će dobiti pohvale prošlih i budućih generacija učenika Osnovne škole "Vuk Kraradzić" u Sočanici. Time će autori dobiti najveće priznanje i najbolju nagradu.